# Chiesa di San Pietro in Valle (Gazzo Veronese)
La chiesa di San Pietro in Valle, altrimenti conosciuta come chiesa di San Pietro in Monastero, è un edificio ecclesiastico che sorge nei pressi di San Pietro in Valle, frazione di Gazzo Veronese, sulle rive del Tione. Venne chiamato Céson per distinguerlo dalla odierna parrocchiale, anch'essa dedicata a San Pietro, costruita nel XVII.
La chiesa, che faceva parte dei domini della Abbazia di San Zeno di Verona, ha avuto una storia gemella con quella di Santa Maria Maggiore che fece parte dei domini dell'abbazia di Santa Maria in Organo di Verona, anch'essa frutto di un lascito da parte dei Longobardi.

## Storia e descrizione

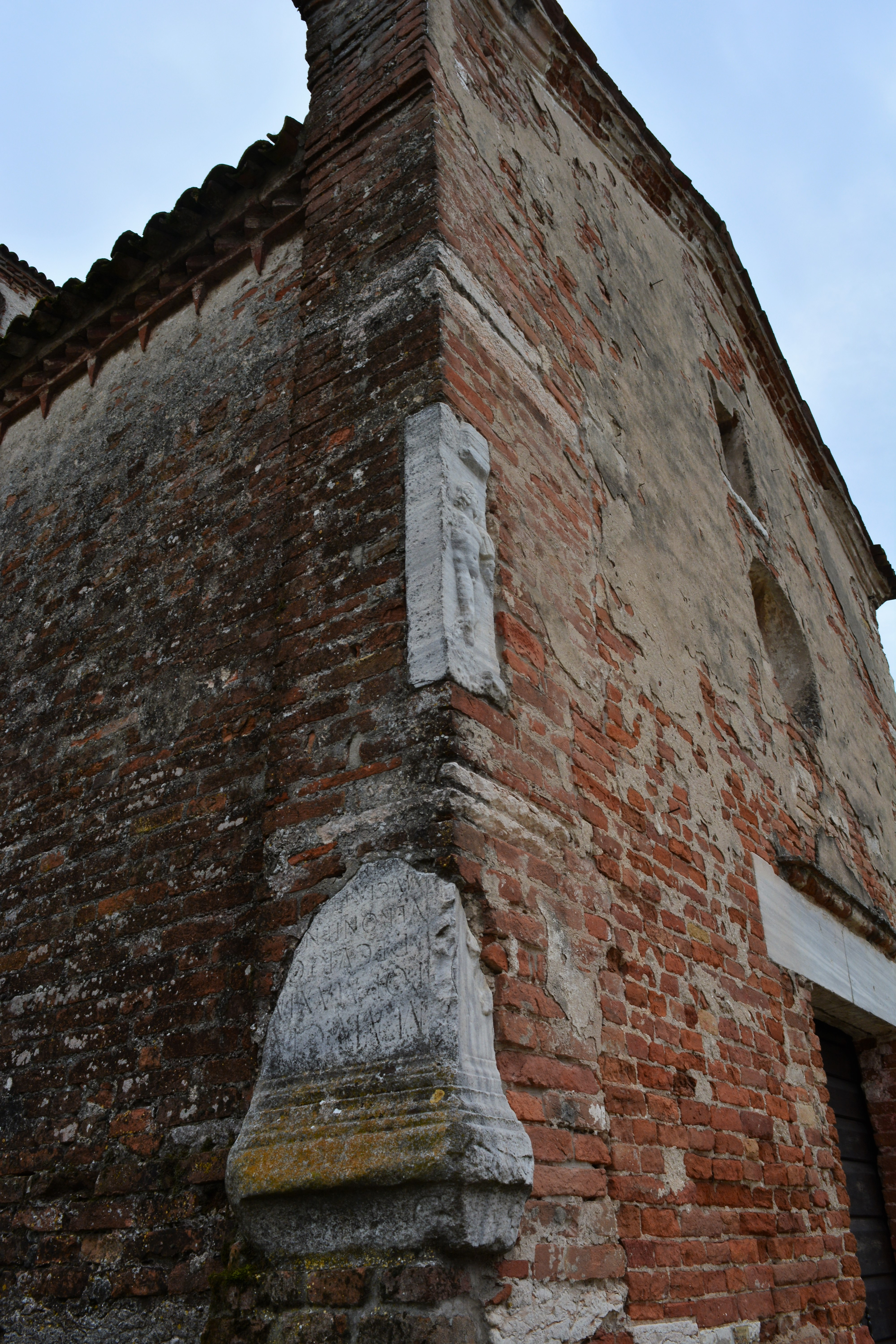
La facciata del Céson vista da nordovest. Notare i resti romani riutilizzati come materiale di recupero: un putto e un'epigrafe in latino.

L'origine dell'edificio è controversa, quasi tutti gli studiosi hanno considerato il Céson derivato dalla tarda antichità, sia dal punto di vista strutturale (l'utilizzo di alcuni elementi è tipico del periodo tardo antico), sia dal punto di vista ornamentale (arcate cieche che rimanda all'architettura ravennate). A partire da qui sono state avanzate due possibili teorie sull'origine della chiesa, una la vedrebbe già eretta nel IX secolo, l'altra tra il X secolo e il XI secolo. La prima si basa sulla somiglianza degli affreschi con la chiesa di San Zeno di Bardolino e al fatto che capitelli della navata riportano al IX secolo. Entrambe le chiese dipendevano giuridicamente dalla Abbazia di San Zeno di Verona e dal punto di vista architettonico le piante sono a croce latina (la chiesa di San Zeno non presenta absidi) e hanno una torre, seppur diversa. Comunque ci sono altre chiese del IX che hanno caratteristiche simili. In più l'utilizzo delle arcate cieche è comunque un segnale di arcaicità. L'altra teoria, più puntata verso l'inizio del basso Medioevo, coinvolge un frammento di scultura e il capitello della bifora presenti in facciata. In ogni caso secondo questa teoria la parte più antica sarebbe del X o XI secolo e non esclude che prima di questa chiesa ce ne fosse un'altra. L'edificio viene citato per la prima volta nel XII secolo come Sancti Petri in Monasterio, anche se non si sa se si tratti effettivamente del Céson, in una bolla del 1145 di Papa Eugenio III, la Piae postulatio voluntatis, diretta al vescovo di Verona Tebaldo II. C'è inoltre un'ulteriore teoria, che riporterebbe l'origine al IX secolo, secondo la quale la presenza della chiesa viene citata già nell'807 sotto il nome di San Pietro di Moratica, in una possibile dipendenza signorile di San Pietro in Valle rispetto a Moratica, località 5 km più a nord, ereditata o costituita dalla fiscalità carolingia.
Ci sono supposizioni che la chiesa fosse la cappella di una corte di nome Aspo, una corte carolingia, che però si trova nella vicina Nogara. Nei pressi della chiesa sono stati trovati frammenti di ceramica e una punta di lancia appartenenti ai primi secoli del Medioevo, una adeguata indagine archeologica potrebbe quindi dare una risposta.
L'insieme della chiesa è stato costruito in tre fasi, le prime due interessano la torre e la terza la chiesa stessa.
L'accostamento fra la torre e la chiesa ne fa un pezzo architettonico unico nel basso veronese. Fu data come lascito dai longobardi alla Abazia di San Zeno di Verona che ne ebbe cura e sfruttò le campagne intorno per alcune centinaia di anni.

### La chiesa
La struttura della chiesa riporta all'anno mille. La chiesa è a croce latina, l'unica navata è lunga 19 metri contro i 17 del transetto, che ai lati presenta delle arcate cieche, tipicamente romaniche. La facciata è a capanna, più alta rispetto al tetto della navata e presenta una bifora con un capitellino di recupero, molto rovinato e forse altomedievale; e un oculo un po' più sotto, più centrato rispetto alla porta, per far entrare la luce da ovest, notare infatti che la chiesa non ha molte finestre, caratteristica tipica dell'architettura romanica che rendeva le chiese scure e buie, particolarità invece attribuite erroneamente al gotico, famoso per le grandi vetrate. L'oculo viene nominato nel 1532 durante una visita pastorale del vescovo di Verona, anche per questo si pensa che la bifora sia più antica che invece potrebbe essere stata aggiunta dopo. Sopra la facciata sono presenti tre pinnacoli che riprendono i quattro della torre campanaria, non sono elementi romanici, bensì gotici, probabilmente aggiunti per ammodernarlo e par slanciarlo ancor di più.
La chiesa ha tre absidi sporgenti di forma semicircolare, le minori sono rettangolari all'interno, tonde all'esterno. Il transetto presenta una volta a botte mentre la navata a cavalletti. La pianta presenta però un'asimmetria grossolana, soprattutto se ci si riferisce al muro del transetto verso nord: l'interno infatti non è decorato allo stesso modo della parte più a sud del transetto, inoltre l'abside centrale non è posta alla metà del transetto, rendendo una parte più corta e una più lunga. L'asimmetria è data proprio dal rifacimento dell'interno delle absidi minori, da semicircolare a rettangolare, terminato nel 1580, data scritta nella decorazione pittorica parietale. Da aggiungere anche il fatto che le absidi minori sono asimmetriche, l'abside settentrionale (verso Verona) è più piccola di quella meridionale (verso Modena). La chiesa infatti nel corso della sua storia è stata forse abbandonata per poi essere ristrutturata o comunque rimaneggiata, le absidi sarebbero minori sono state rialzate, stessa cosa per la navata, che probabilmente prima della modifica presentava una volta a botte, mentre il transetto un tempo avrebbe presentato una copertura a capriate, anche il campanile ci testimonia questi rifacimenti.
Una curiosa testimonianza del suo probabile abbandono e che confermano i rifacimenti è data da un dipinto di Francesco Bonsignori in un San Sebastiano datato tra il 1510 e il 1514, presente nella cappella Zimbramonti del Santuario della Beata Vergine delle Grazie a Curtatone. Nel dipinto si vede in uno squarcio della parete rocciosa un edificio in stato di degrado, avente tre absidi e la torre campanaria notevolmente crollata. I dettagli che combaciano con la chiesetta è strabiliante, si nota infatti l'irregolarità della torre che testimonia quindi che la chiesa era già stata interessata da alcuni interventi, absidi invece si presentano ancora ribassati. La teoria dell'abbandono è accreditata dal fatto che nel 1526, 1530 e 1532 la chiesa venne visitata dal Vescovo Gian Matteo Giberti e per questo la chiesa venne ristrutturata. C'è da aggiungere però che il vescovo era solito a riferire i difetti o i problemi di un edificio e non accennò mai la fatiscenza del campanile. Quindi la chiesetta potrebbe aver passato uno stato di degrado e/o abbandono, mentre il crollo della torre campanaria lo è di meno.
Nel XX secolo, venne costruita una casa addossata alla chiesa nella parte sud-ovest, oggi demolita. Dopo la demolizione, avvenuta tra gli anni '60 e '70 del secolo scorso, furono necessari dei lavori al tetto e al muro per dare una simmetria con il lato nord-ovest.
È molto particolare l'utilizzo di mattoni e di marmi di recupero dalle molte ville romane presenti sul territorio. L'utilizzo dei marmi, quasi sempre usati come elemento decorativo, ne fa un insieme degno di studio. 

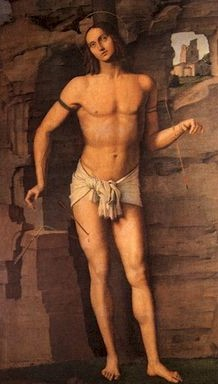
Il dipinto di Francesco Bonsignori, che rappresenta San Sebastiano. Nel buco della roccia si vede il Céson in rovina.
Ubicato: Santuario della Beata Vergine delle Grazie, presso Curtatone.

All'esterno vi sono come decorazioni marmi romani recuperati dalle ville e cimiteri della zona, come il frammento di un cippo funerario di un decurione veronese dedicato agli Dei Mani (I-II secolo d.C.) e una porzione di sarcofago con eroti e ghirlande (metà del II secolo d.C.). Il più importante è situato nella parte inferiore dello stipite sinistro dell'unica porta.
È una stele funeraria in marmo rosso di Verona. A questa stele è collegata una leggenda, nella parte superiore vi è un volto molto deteriorato dal tempo con due profonde fenditure a fianco del volto stesso. La leggenda, comune a molti luoghi di culto, narra che il diavolo sferrò una terribile unghiata per far crollare la chiesa. Fu naturalmente vinto e cacciato. Questa leggenda potrebbe essere originata dal terremoto del 1117, che fece cadere molte chiese, come quella di Gazzo, sostituita poi dalla Chiesa di Santa Maria Maggiore, il Cesòn invece, fu uno dei pochi sopravvissuti.
Sulla facciata era presente una pansiana romana e una croce a intreccio del IX secolo, entrambi i reperti sono stati trafugati, il primo negli anni ottanta, il secondo nel 1996. Recentemente una copia della croce è stata posizionata al posto di quella rubata.

### La torre
La torre (5x4 metri) è posizionata dove il transetto e la navata si incontrano. La torre non è omogenea: una base più antica porta, restringendosi quasi ad imbuto, una sopraelevazione usata come campanile. Questa sopraelevazione presenta quattro bifore, una su ogni lato. Quattro pinnacoli sono posizionati sul tetto sugli angoli del rettangolo. Non si conosce la vera origine della torre, si sa però che le sue origini sono ben più antiche di quelle della chiesa. La torre potrebbe avere origini addirittura romane, vicino a San Pietro in Valle, passava un tempo la via Claudia Augusta che collegava il Po e l'Italia settentrionale alla bassa Baviera, il che potrebbe darle il ruolo di torre di avvistamento o come lucerna, nel periodo romano. Nelle vicinanze è stato inoltre ritrovato un fabbricato romano, ogni tanto sulle vie consolari romane si trovavano delle specie di osterie: posti dove dormire, mangiare e cambiare i cavalli.

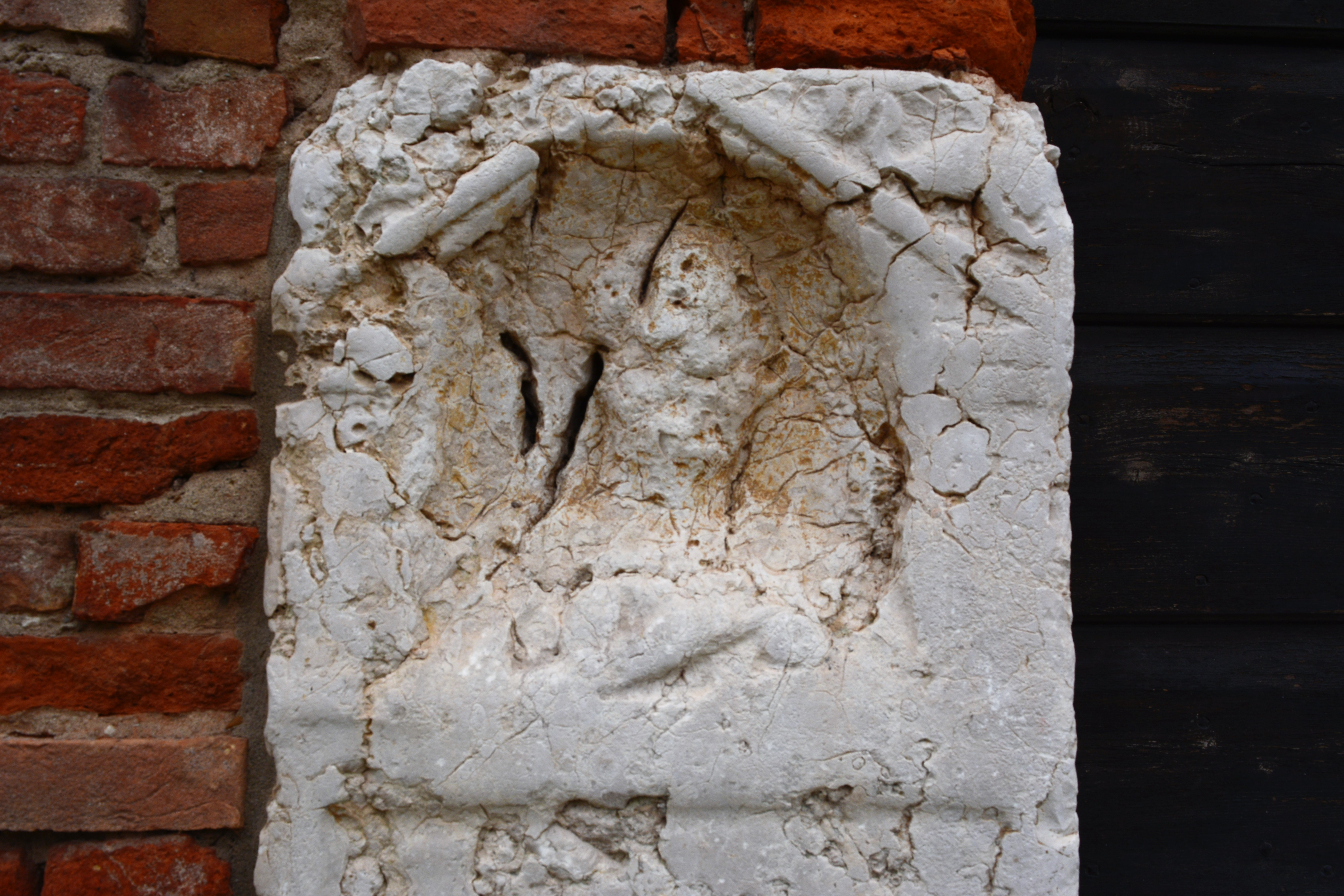
La zampata che il diavolo avrebbe sferrato alla chiesa per provocarne il crollo.